# وودستاک (مریلند)
وودستاک (به انگلیسی: Woodstock) یک منطقهٔ مسکونی در ایالات متحده آمریکا است که در مریلند واقع شده‌است. وودستاک ۶٬۹۸۶ نفر جمعیت دارد.